# WWE Draft
WWE Draft lottery er en begivenhed inden for World Wrestling Entertainment, hvor hver brand, RAW, Smackdown og nu ECW bytter wrestlere. Dette benyttes ofte for at få ny konkurrence på de forskellige brands. Det første draft lottery fandt sted i 2004.
I denne draft, fik hver general manager 6 picks, dvs. han måtte vælge seks wrestlere fra det andet brand.

## Marts 2004 (Draft Lottery)
| SmackDown! (Paul Heyman) | RAW (Eric Bischoff) |
| ------------------------ | ------------------- |
| René Duprée              | Shelton Benjamin    |
| Mark Jindrak             | Nidia               |
| Triple H                 | Rhyno               |
| Rob Van Dam              | Tajiri              |
| Theodore Long            | Edge                |
| Spike Dudley             | Paul Heyman         |

Triple H blev lige bagefter byttet tilbage til RAW af SmackDown! General Manager Kurt Angle i bytte for Booker T og The Dudley Boyz.
Paul Heyman sagde op lige efter at være draftet til RAW.

## Juni 2005 (Draft Lottery)
En ny draft blev annonceret i 2005. I stedet for at finde sted over én aften, ville draften finde sted over RAW and SmackDown! fra 6. Juni til 30. Juni
| RAW (Eric Bischoff)                    | SmackDown! (Theodore Long)            |
| -------------------------------------- | ------------------------------------- |
| John Cena (6. juni)                    | Chris Benoit (7. juni)                |
| Kurt Angle (13. juni)                  | Randy Orton (14. juni)                |
| Carlito (20. juni)                     | Muhammad Hassan m/ Daivari (21. juni) |
| The Big Show og Rob Van Dam (27. juni) | Christian og Batista (28. juni)       |

Som resultat af draften, blev WWE Championship bæltet flytte til RAW med John Cena, mens World Heavyweight Championship bæltet kom til Smackdown med Batista.
En ny draft blev annonceret Mandag den 11.Juni 2007, i et kæmpe 3 timers show.
Resultaterne fra 2007 Draft lottery blev:

## Juni 2007 (Draft Lottery)
Den 28. Maj 2007 på RAW, annoncerede Shane McMahon at der ville komme endnu et Draft Lottery den 11. juni 2007 i et specielt 3-timers RAW show. For første gang i WWE historien, ville Draft Lotteriet omhandle alle tre brands. Superstars fra alle tre brands deltog i en serie af inter-promotion-kampe. Vinderen af hver kamp fik et draft pick til deres brand. 
| Superstar(s)                    | Fra | Til |
| ------------------------------- | --- | --- |
| The Great Khali m/ Runjin Singh | RAW | SD! |
| The Boogeyman                   | SD! | ECW |
| King Booker m/Queen Sharmell    | SD! | RAW |
| Chris Benoit                    | SD! | ECW |
| Torrie Wilson                   | RAW | SD! |
| Chris Masters                   | RAW | SD! |
| Bobby Lashley                   | ECW | RAW |
| Ric Flair                       | RAW | SD! |
| Gene Snitsky                    | ECW | RAW |
| Mr. Kennedy                     | SD! | RAW |

### Supplemental Draft
En supplemental draft fandt sted på WWE.com den 17. juni 2007 og varede fire timer. Et draft pick blev annonceret med tyve minutters mellemrum.
| Superstar(s)                   | Fra | Til |
| ------------------------------ | --- | --- |
| Paul London and Brian Kendrick | SD! | RAW |
| Kenny Dykstra                  | RAW | SD! |
| Viscera                        | RAW | ECW |
| The Sandman                    | ECW | RAW |
| Hardcore Holly                 | ECW | SD! |
| The Miz                        | SD! | ECW |
| Daivari                        | SD! | RAW |
| The Major Brothers             | ECW | SD! |
| William Regal                  | SD! | RAW |
| Victoria                       | RAW | SD! |
| Jillian Hall                   | SD! | RAW |
| Eugene                         | RAW | SD! |
| Johnny Nitro                   | RAW | ECW |